# Biblioteca Centrală Universitară „Mihai Eminescu” din Iași
Biblioteca Centrală Universitară „Mihai Eminescu” din Iași este cea mai veche bibliotecă universitară și una dintre cele mai importante biblioteci din România. Bibliotecă de profil enciclopedic și de interes național, similară celorlalte biblioteci centrale universitare din țară, Biblioteca Centrală Universitară „Mihai Eminescu” din Iași deține un fond de peste 2.500.000 unități bibliografice, păstrate atât în sediul central cât și în cele 12 biblioteci filiale, reprezentând colecții de carte, periodice (reviste, ziare, calendare, almanahuri), standarde, afișe. etc.
Aflată în subordinea Ministerului Educației și Cercetării , Biblioteca deservește anual aproximativ 15.000 de utilizatori, publicul specific fiind format din studenți, cadre didactice universitare, doctoranzi, cercetători, absolvenți de învățământ superior.

## Istoric
Însumând fonduri care au făcut parte din fostele biblioteci ale Academiilor domnești (cea mai veche, Academia Vasiliană, de pe la 1640, ființând la Mănăstirea Trei Ierarhi), actuala Bibliotecă Centrală Universitară „Mihai Eminescu” din Iași se bucură de continuitate și stabilitate începând cu anul 1835, ca Bibliotecă a Academiei Mihăilene, schimbându-și în timp doar denumirea: Biblioteca Universității din Iași, Biblioteca „Ulpia”, Biblioteca Centrală. 
În cursul unei neîntrerupte evoluții de peste un secol și jumătate, Biblioteca Centrală Universitară „Mihai Eminescu” a fost nevoită să-și închidă în mai multe rânduri porțile, fie din pricina lipsei de spațiu (în 1859), fie a cutremurului din 1940 sau a războiului (în 1944), a avut fondurile de publicații risipite sau reduse de calamități (în cele două războaie mondiale, în timpul crizei economice din 1929-1932, în incendiul din martie 1932). În 1860, prin înființarea la Iași a primei universități din țară, din bibliotecă a Academiei Mihăilene devine Bibliotecă Universitară, apoi Centrală și Publică în 1864, din nou Universitară în 1916.
A funcționat în clădirea Academiei Mihăilene (astăzi distrusă), între 1835-1860, în Universitatea veche (actuala Universitate de Medicină și Farmacie), până în 1897, în Universitatea nouă (actualmente salde studiu a Bibliotecii Universității Tehnice „Gh. Asachi”), pentru ca după al doilea război mondial să se mute în clădirea Bibliotecii Fundației „Regele Ferdinand I”, ale cărei fonduri le înglobează. 
Încă din 1941, reprezentanții Fundației și-au manifestat dorința de a primi în spațiile acesteia Biblioteca Universității. În aceste condiții au început discuțiile între cele două înstituții, iar în toamna (octombrie) anului 1945 s-a ajuns la o înțelegere între Universitatea Mihăileană și Fundația „Regele Ferdinand I”, finalizate cu încheierea unui Contract de închiriere a unui spațiu din Palatul Bibliotecii Fundației „Regele Ferdinand I”, în care să funcționeze Biblioteca Universității Mihăilene, din Iași. Perioada contractuală prevăzută era de 9 ani, de la 23 octombrie 1945 la 23 octombrie 1954.
La începutul anului 1948, rectorul Universității ieșene, profesorul Leon Ballif, înainta Ministerului Educației Naționale o cerere prin care prezenta situația bibliotecii la acea dată, datorată în mare parte deteriorării clădirii Universității în timpul celui de-al doilea război mondial. În continuare, se solicita trecerea definitivă și în întregime a edificiului fostei Biblioteci a Fundației „Regele Ferdinand I” – inclusiv a inventarului mobil și a colecțiilor de cărți – în patrimoniul Universității din Iași. Se mai solicita ca numele Biblioteca Fundației „Regele Ferdinand I” din Iași să fie înlocuit cu numele Biblioteca Centrală a Universității „Cuza-Vodă” din Iași.
Pe 14 iulie 1948, apare Decretul nr. 135 privind desființarea Fundației „Regele Ferdinand I”. Întreg patrimoniul Fundației trecea în proprietatea Statului. Imobilul Bibliotecii Fundației trecea în patrimoniul Universității „Cuza-Vodă” din Iași, pentru adăpostirea Bibliotecii sale Centrale. Imobilul Institutului de educație a fiicelor de ofițeri „Regina Maria” din Iași trecea în patrimoniul Politehnicii „Gh. Asachi” din Iași, pentru adăpostirea căminului de studenți „Ion Neculi”. Tot aici se prevedea că arhiva și documentele istorice din fondul Fundației „Regele Ferdinand I” din Iași trec în patrimoniul Statului și vor fi păstrate la Arhivele Naționale Iași (ceea ce s-a și întâmplat). Cele de la sediul central al Fundației „Regele Ferdinand I”, din București, au trecut în patrimoniul Fundației „Carol I” din București, de unde au dispărut. Încă din anul 1943, P. Bogdan sesiza că actele de proprietate asupra imobilului din Iași se găseau la sediul din București al Fundației, la Palatul Cotroceni. Ele nu au ajuns niciodată la Iași.
Cu prilejul împlinirii vârstei de 60 de ani și pentru a marca importantul rol al Iașului în dezvoltarea viitoare a țării, Regele Ferdinand decide să se înființeze aici o Fundație universitară care să îi poarte numele. Așezământul se înființa, asemenea Fundației „Regele Carol I” din București, spre binele tinerimii universitare, cu scopul de a procura studenților un loc de întrunire, înzestrat cu o bibliotecă întotdeauna deschisă, unde își vor putea satisface iubirea de studiu.
Inestimabilele manuscrise, incunabule, cărți vechi și rare, unele purtând semnături ilustre (B.P. Hasdeu, M. Eminescu – care au fost și directori ai instituției, I. Creangă, Șt. Procopiu ș.a.), provin în principal din biblioteci mănăstirești (Sf. Sava, Doljești, Mitropolie) și particulare (Constantin Hurmuzachi, B.P. Hasdeu, Mihail Sturdza, L. Steege, V. Adamachi, Titu Maiorescu, Paul de Gore, Iorgu Iordan etc.), care au intrat în patrimoniul nostru conform legii, prin donații sau cumpărătură.
Fondurile bibliotecii au fost reorganizate sub conducerea profesorului sas Karl Kurt Klein, directorul instituției în perioada interbelică.
Directorii bibliotecii
- Dimitrie Gusti [6](1840-1842)
- Teodor Codrescu (1842-1844)
- D. Pop (1844)
- Scarlat Fieweger (1847-1851)
- A. Caussin (1851-1856)
- George Radu Melidon [7] (1856-1857)
- Gh. Giușcă (1857-1858)
- Mihai Adamescu
- D. Botez (1858-1859)
- Bogdan Petriceicu Hasdeu (1859-1863)
- M. Buznea [8] (1864)
- Petre Maler Câmpeanu [9]  (1864-1866)
- Cezar Cătănescu [10] (1866-1870)
- Samson Bodnărescu [11] (1870-1874)
- Mihai Eminescu [12] (1874-1875; sub-bibliotecar 1884-1886)
- Dimitrie Petrino (1875-1878)
- Ioan Caragiani [13] (1878-1899; 1901-1914)
- Victor Dogar (1 septembrie - 15 noiembrie 1899)
- Vasile I. Radu (1899-1901)
- Giorge Pascu [14] (1914-1922; 1927-1932)
- Petre Andrei [15] (1922-1927)
- Karl Kurt Klein [16] (1932-1937)
- Bronislav Irion (1937-1949)
- Grigore Botez (1949-1976)
- Mihai Bordeianu (1976-1985)
- Corneliu Ștefanache (1986-2000)
- Alexandru Călinescu (2000-2013)
- Gheorghe Teodorescu (2013-2015)
- Bogdan Petru Maleon (2015-2017)
- Ioana Gafton (ianuarie - martie 2018)
- Ioan Milică (2018-prezent)

## Misiune
Biblioteca Centrală Universitară „Mihai Eminescu” este o instituție de importanță națională, cu misiunea de a stimula cunoașterea, cooperarea și creativitatea, prin asigurarea accesului la resurse științifice, educative și culturale de care beneficiază comunitatea universitară ieșeană, reprezentanții mediului academic românesc și numeroși utilizatori din alte părți ale lumii. În rețeaua noastră de biblioteci, tradiția și viitorul se întâlnesc.

## Viziune
Cea mai veche bibliotecă universitară din Moldova este una dintre cele mai mari biblioteci de drept public din România. Colaborarea cu autoritățile, instituțiile și organizațiile din sfera educației, cercetării și culturii conferă  Bibliotecii Centrale Universitare „Mihai Eminescu” un rol însemnat în viața publică locală și regională. În armonie cu moștenirea nobilă creată de personalitățile care au contribuit la dezvoltarea marii biblioteci din Iași, arhitectura colecțiilor și serviciilor noastre dezvăluie răspunderea pe care o avem față de generațiile viitoare. Cititorii devotați descoperă că, prin tezaurul de publicații deținute, Biblioteca Centrală Universitară „Mihai Eminescu” îmbogățește patrimoniul cultural național.

## Valori
- Deschidere
- Promovăm libertatea și echitatea accesului la informația de bună calitate.
- Cooperăm cu parteneri naționali și internaționali pentru a crește valoarea serviciilor și resurselor pe care le punem la dispoziția utilizatorilor.
- Stimulăm deprinderea de a învăța să învățăm, prin utilizarea unui sistem complex de resurse tipărite și electronice.
- Inovare
- Construim colecții de resurse digitale destinate noilor generații de cititori.
- Folosim tehnologii moderne pentru a le oferi utilizatorilor instrumente optime de acces facil și rapid la informație.
- Colaborăm cu unele din cele mai mari biblioteci ale lumii pentru a dezvolta o infrastructură robustă de cercetare și documentare.
- Profesionalism
- Promovăm un climat de încredere, orientat către îmbunătățirea serviciilor și resurselor existente.
- Introducem servicii și aplicații noi, adecvate solicitărilor formulate de utilizatori.
- Respectăm atât perfecționarea profesională a bibliotecarilor, cât și exigențele cititorilor.

## Structura bibliotecii
- Biblioteca Centrală Universitară „Mihai Eminescu” - unitatea centrală (1.913.682 documente)
- Sala germană de lectură (7.608 documente)

Serviciul Științe Umaniste (225.957 documente)
- Biblioteca de Drept
- Biblioteca de Litere
- Biblioteca de Istorie

Serviciul Științe Exacte (255.521 documente)
- Biblioteca de Fizică și Chimie
- Biblioteca Seminarului Matematic „Al. Mylerr”
- Biblioteca de Geografie-Geologie
- Biblioteca de Matematică
- Biblioteca de Biologie
- Biblioteca de Informatică

Serviciul Științe Sociale (138.058 documente)
- Biblioteca de Științe Economice
- Biblioteca de Psiho-Pedagogie, Educație Fizică și Sport
- Biblioteca de Filosofie

## Biblioteca Digitală a BCU Iași
Biblioteca digitală este depozitul digital instituțional al Bibliotecii Centrale Universitare „Mihai Eminescu”, care oferă o platformă destinată colectării, organizării, accesării și conservării colecțiilor Bibliotecii în format digital. Procesul de digitalizare este unul continuu, astfel încât platforma online se îmbogățește în mod constant cu documente din diferite categorii: periodice (reviste și ziare) și articole din periodice, cărți și extrase, colecții speciale, publicații elaborate în BCU „Mihai Eminescu” (indici de reviste, ghiduri, cataloage).
Biblioteca digitală a devenit operațională prin interfața dspace (https://dspace.bcu-iasi.ro) în noiembrie 2018.
Au fost scanate, prelucrate și adăugate în  biblioteca virtuală documente provenite din fondul general, precum și din colecțiile speciale ale Bibliotecii: manuscrise, carte veche, rară și bibliofilă, documente grafice, material cartografic, muzică tipărită, albume și documente din fondul arhivistic.

### Colecția digitală de articole din periodice
Secțiunea Articole din periodice, inițiată în anul 2020 ca un demers inedit la nivelul bibliotecilor digitale românești, include în prezent peste 50.000 de articole din 36 de reviste. Printre acestea se numără unele dintre cele mai importante publicații științifice (lingvistică, istorie) și cultural-literare ale secolului XX – Viața Romînească, Revista Fundațiilor Regale, Junimea Literară, Limba română, Studii și cercetări lingvistice, Dacoromania/ Cercetări de lingvistică, Buletinul Institutului de Filologie Romînă „Alexandru Philippide”, Cercetări istorice, Revista istorică română. Se remarcă articolele semnate de personalități ale culturii, filologiei și istoriografiei române precum Nicolae Iorga, Garabet Ibrăileanu, Mihail Sadoveanu, Iorgu Iordan, A.D. Xenopol,  P.P. Panaitescu.

### Proiectul „Colecția digitală Eminescu” (PROEM)
Proiectul Colecția digitală Eminescu inițiat de Biblioteca Centrală Universitară „Mihai Eminescu” din Iași în luna ianuarie 2022, de ziua „poetului nepereche”, se înscrie în programul instituțional de conservare și prezervare a moștenirii culturale și de valorificare a documentelor de patrimoniu, deschizând noi posibilități de cercetare a operei eminesciene. Rezultat al unei munci de echipă, acest proiect se dezvoltă continuu, facilitând accesul la opera acestuia, la traduceri, iconografie, versuri pe note muzicale, precum și la primele texte cu interpretări ale operei eminesciene, amintiri sau portrete literare.

## Biblioteca în cifre

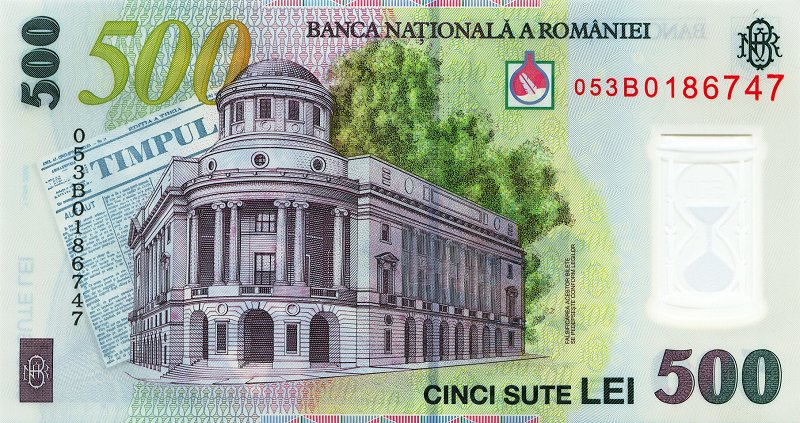
Biblioteca Centrală Universitară din Iași pe reversul bancnotei de 500 de lei, emise în anul 2005.

Date statistice referitoare la activitatea bibliotecii în anul 2024:
- Fond existent: 2.570.827 unități bibliografice.
- Intrări în cursul anului 2024: 28.574 unități bibliografice
- Număr locuri în sălile de lectură: 1.400
- Stații de lucru pentru cititori: 81
- Cititori activi: 14.833
- Frecvența cititorilor: 112.965
- Tranzacții de împrumut la sală și domiciliu: 205.771

Portal BCU „Mihai Eminescu” Iași
Accesări conform Google Analytics:
- Utilizatori activi: 53.374
- Vizite: 146.226
- Afișări: 240.861

Total afișări conform Google Search Console: 1.537.099
Biblioteca digitală:
- Vizualizări de items: 613.499
- Descărcări obiecte digitale: 363.925
- Vizitatori unici: 60.336

Accesări conform Google Analytics:
- Utilizatori activi: 54.915
- Vizite: 110.550
- Afișări: 856.106

Total afișări conform Google Search Console: 1.899.411
Catalogul BCU Iași
Accesări conform Google Analytics:
- Utilizatori activi: 19.779
- Vizite: 80.185
- Afișări: 381.348

Împrumut interbibliotecar:
- Număr total parteneri: 45
- Tranzacții totale: 218
- Tranzacții din străinătate: 26

Schimb internațional:
- 22 parteneri din 80 de țări

## Vezi și
- Biblioteca Digitală a BCU „M. Eminescu” Iași
- Palatul Fundațiunii Universitare „Regele Ferdinand I”
- Fundațiunea „Regele Ferdinand I”